# Bahnî, Hlobîne
Bahnî (în ucraineană Багни) este un sat în comuna Oboznivka din raionul Hlobîne, regiunea Poltava, Ucraina.

## Demografie
Componența lingvistică a localității Bahnî
     Ucraineană (92,31%)
     Rusă (7,69%)
Conform recensământului din 2001, majoritatea populației localității Bahnî era vorbitoare de ucraineană (92,31%), existând în minoritate și vorbitori de rusă (7,69%).